# Marianne Baillie

First impressions on a tour upon the continent in the summer of 1818, ilustracja

Marianne Baillie (ur. ok. 1795, zm. 1831) – angielska pisarka i poetka, autorka książek podróżniczych.
Urodziła się na Jamajce jako córka George'a Wathena (1762–1849), młodszego oficera armii, a potem aktora i kierownika teatru i jego żony Marianne, z domu Norford.